# Újvilági poszátafélék

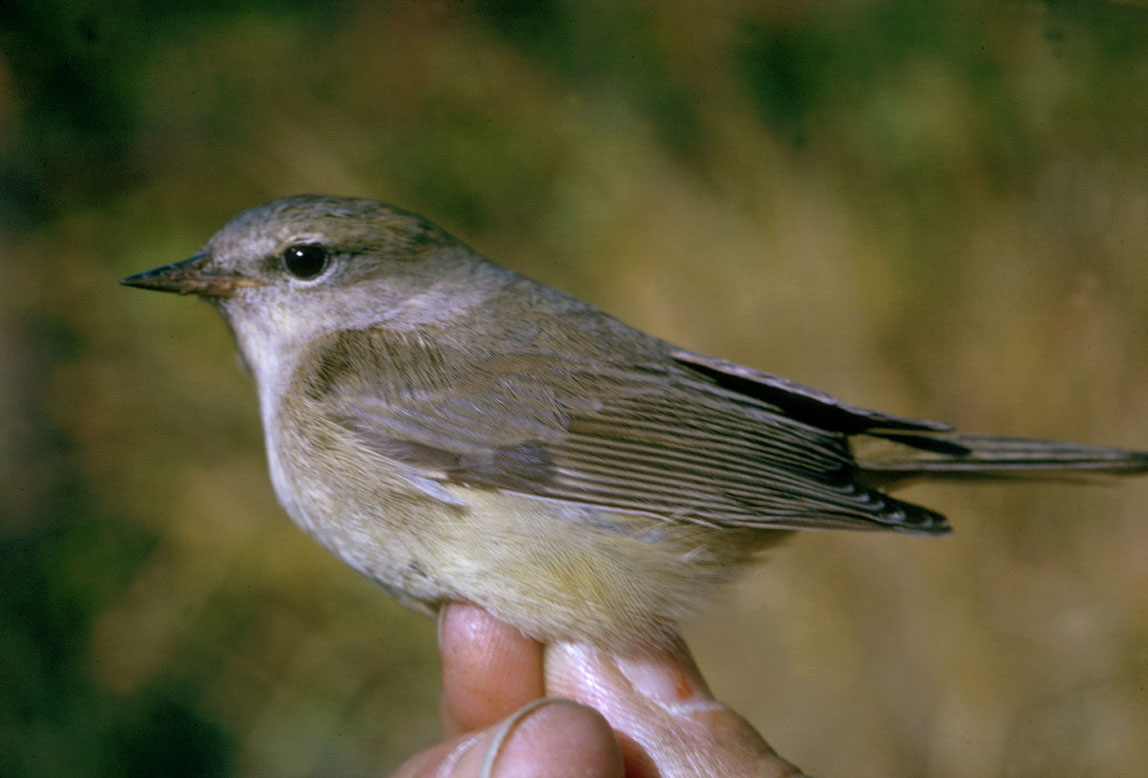
Vermivora celata

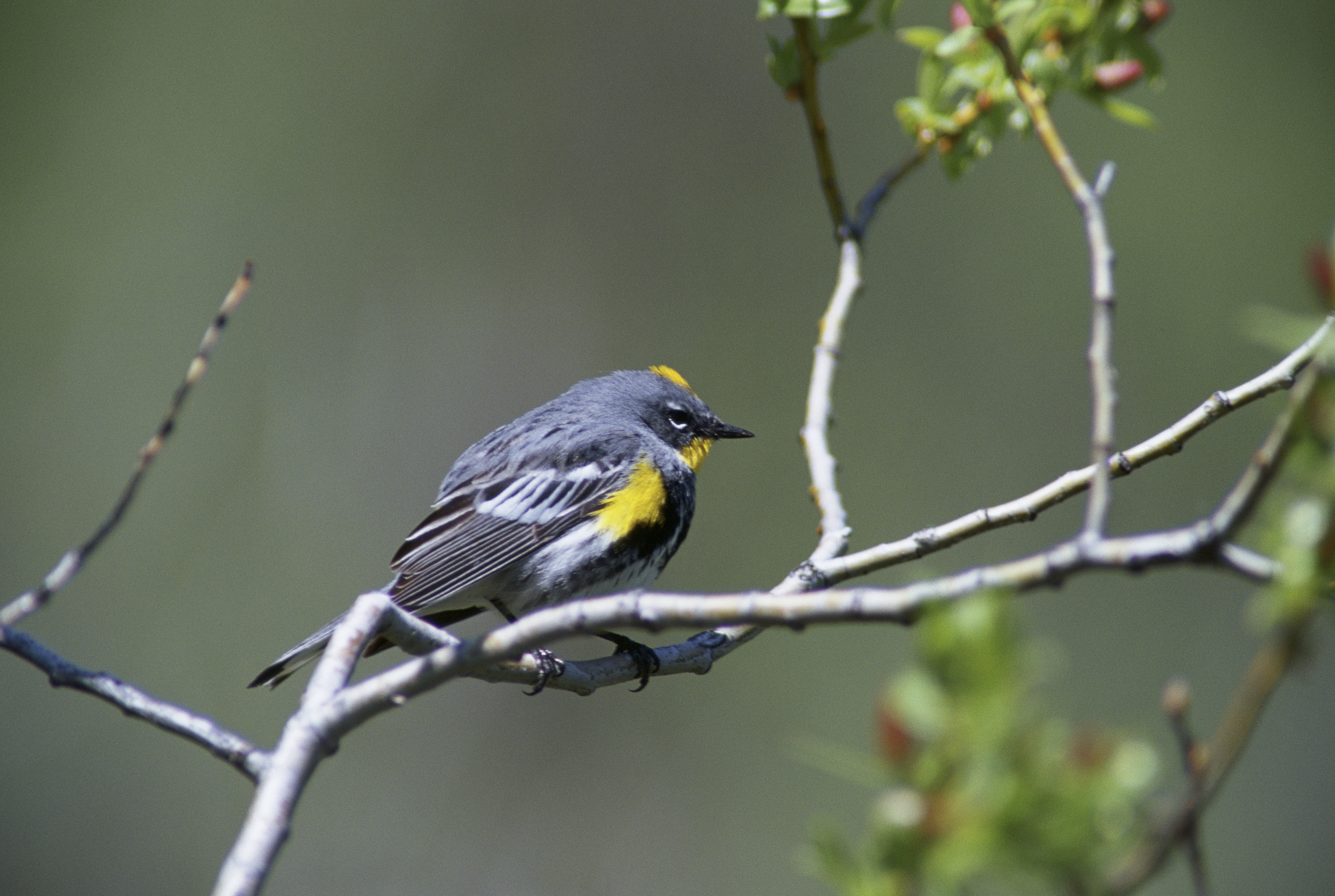
Koronás lombjáró (Dendroica coronata) hím

Az újvilági poszátafélék (Parulidae) a madarak osztályának verébalakúak (Passeriformes) rendjébe tartozó család. 32 nem és 131 faj tartozik a családba.

## Rendszerezésük
A családba az alábbi alcsaládok, nemzetségek és nemek tartoznak:

### Phaenicophilinae
A Phaenicophilinae alcsaládba 5 nemet sorolnak
- Nesospingus  – 1 faj
- Microligea  – 1 faj
- Xenoligea  – 1 faj
- Calyptophilus – 2 faj
- Phaenicophilus – 2 faj

### Teretistrinae
A Teretistrinae alcsaládba 2 nemet sorolnak
- Teretistris – 2 faj
- Spindalis – 4 faj

### Icteriinae
Az Icteriinae alcsaládba 2 nemet sorolnak:
- Zeledonia – 1 fajjal
- Icteria – 1 fajjal

### Parulinae
A Parulinae alcsaládba nemzetséget és nemet sorolnak
- Seiurini nemzetség
  - Seiurus – 1 faj
- Helmitherini nemzetség 
  - Helmitheros – 1 faj
- Vermivorini nemzetség
  - Parkesia – 2 faj
  - Mniotilta – 1 faj
  - Protonotaria – 1 faj
  - Limnothlypis – 1 faj
  - Vermivora – 3 faj
- Geothlypini nemzetség
  - Oreothlypis – 2 faj
  - Leiothlypis – 6 faj
  - Oporornis – 1 faj
  - Leucopeza – 1 faj
  - Geothlypis – 16 faj
- Parulini nemzetség
  - Catharopeza – 1 faj
  - Wilsonia  – 1 faj
  - Setophaga
  - Parula – 5 faj
  - Dendroica – 28 faj
- Basileuterini nemzetség
  - Myiothlypis – 15 faj
  - Euthlypis – 1 faj
  - Basileuterus – 8 faj
  - Cardellina – 5 faj
  - Myioborus – 12 faj